# Chionaema klapperichi
Chionaema klapperichi är en fjärilsart som beskrevs av Daniel 1953. Chionaema klapperichi ingår i släktet Chionaema och familjen björnspinnare. Inga underarter finns listade i Catalogue of Life.